# 五井中央東
五井中央東（ごいちゅうおうひがし）は、千葉県市原市の五井地区にある町丁。現行行政地名は五井中央東一丁目および五井中央東二丁目。郵便番号は290-0054。

## 概要
市原市臨海地域の中央部である五井地区に位置する。五井地区は市原市の中心地区であり、町丁名に「五井」と入る五井中央東はその中でも中心的な地域である。特に五井駅東口と接する町丁であるためその役割は大きい。土地区画整理事業によって五井から分離設置された町丁であるため、町丁内は東隣の五井東同様に計画的な建物配置になっている。現在も周辺地域を含めて市原市による開発が進んでおり、さらに2026年頃から近くの平田における土地区画整理事業を実施する予定がある。そのほか、市原市内で一番公示地価が高い町丁字となっている。

## 地理
北は、五井駅を挟んで、五井中央西、東は五井東、西は平田、南東は更級と接している。

## 地価
五井中央東2丁目14番14号で110,000円。

## 世帯数と人口
2023年（令和5年）4月1日現在の世帯数と人口は以下の通りである。
| 町丁字           | 世帯数  | 人口    | 人口  | 人口   | 人口     | 人口     | 人口  | 人口   | 世帯人員 |
| 町丁字           | 世帯数  | 総数    | 若年  | 若年   | 生産年齢 | 生産年齢 | 高齢  | 高齢   | 世帯人員 |
| ---------------- | ------- | ------- | ----- | ------ | -------- | -------- | ----- | ------ | -------- |
| 五井中央東一丁目 | 391世帯 | 607人   | 45人  | 7.41%  | 412人    | 67.87%   | 150人 | 24.71% | 1.55人   |
| 五井中央東二丁目 | 556世帯 | 855人   | 86人  | 10.06% | 620人    | 72.51%   | 149人 | 17.43% | 1.54人   |
| 合計             | 947世帯 | 1,462人 | 131人 | 8.96%  | 1,032人  | 70.59%   | 299人 | 20.45% | 1.54人   |

## 通学区域
市立小学校・市立中学校と県立高等学校の通学区域は以下の通りである。
| 町丁字           | 範囲 | 小学校             | 中学校             | 高等学校 |
| ---------------- | ---- | ------------------ | ------------------ | -------- |
| 五井中央東一丁目 | 全域 | 市原市立五井小学校 | 市原市立五井中学校 | 第9学区  |
| 五井中央東二丁目 | 全域 | 市原市立五井小学校 | 市原市立五井中学校 | 第9学区  |

## 施設
- 小湊鉄道本社
- いちはらコミュニティー・ネットワーク・テレビ（いちはらケーブルテレビ）本社

## 交通

### 駅
町丁内に駅は無いが、最寄りは五井駅（JR東日本、小湊鐵道）である。

### バス
町丁内を通過する一般路線バスは以下の通りである。
| 運行会社 | 系統     | 起点                        | 経由                                           | 備考       |
| -------- | -------- | --------------------------- | ---------------------------------------------- | ---------- |
| 小湊鐵道 | 五01系統 | 五井駅東口 - 国分寺台       | アリオ市原、市原市役所                         | [ 注釈 1 ] |
| 小湊鐵道 | 五02系統 | 五井駅東口 - 市原歴史博物館 | アリオ市原、稲荷台                             | [ 注釈 2 ] |
| 小湊鐵道 | 五03系統 | 五井駅東口 - 市原歴史博物館 | 君塚郵便局、市原市役所                         | [ 注釈 2 ] |
| 小湊鐵道 | 五04系統 | 五井駅東口 - ちはら台       | 五井育苗センター入口、稲荷台                   |            |
| 小湊鐵道 | 五11系統 | 五井駅東口 - 国分寺台       | アリオ市原、市原市役所                         | [ 注釈 1 ] |
| 小湊鐵道 | 五31系統 | 五井駅東口 - ちはら台駅     | 五井育苗センター入口、市原市役所、千葉労災病院 |            |

### 道路
- 市道23号五井東口線（更級通り）[10]